# شهرستان نینگچیانگ
شهرستان نینگچیانگ (به لاتین: Ningqiang County) یک منطقهٔ مسکونی در چین است که در هانژونگ واقع شده‌است. شهرستان نینگچیانگ ۳٬۲۴۳ کیلومتر مربع مساحت و ۳۰۸٬۸۸۵ نفر جمعیت دارد.